# Children's Playground Entertainment
Children's Playground Entertainment Co., Ltd. (Children's Playground Entertainment 株式会社 Kabushiki-gaisha Chirudoren's Pureigurando Entāteimento?) es un estudio de animación japonés establecido en 2010.
Las empresas de su grupo incluyen: Children's Playground Media Inc. (en chino simplificado, 上海童园文化传媒有限公司) en Shanghai y Children 's Playground Creative Inc. (en chino simplificado, 童园创意股份有限公司) en Taipei.

## Trabajos

### Series de televisión
| Año  | Título                            | Director(es)    | Fecha de primera transmisión | Fecha de última transmisión | Eps. | Notas                                                                                          | Refs.                     |
| ---- | --------------------------------- | --------------- | ---------------------------- | --------------------------- | ---- | ---------------------------------------------------------------------------------------------- | ------------------------- |
| 2020 | Hatena☆Illusion                   | Shin Matsuo     | 9 de enero de 2020           | 4 de junio de 2020          | 12   | Adaptación de las novelas ligeras escritas por Tomohiro Matsu e ilustradas por Kentaro Yabuki. | [ 3 ] [ 4 ]               |
| 2020 | Tsukiuta. The Animation 2         | Yukio Nishimoto | 7 de octubre de 2020         | 30 de diciembre de 2020     | 13   | Secuela de Tsukiuta. The Animation.                                                            | [ 5 ]                     |
| 2021 | Saihate no Paladin                | Yū Nobuta       | 9 de octubre de 2021         | 3 de enero de 2022          | 12   | Adaptación de las novelas ligeras escritas por Kanata Yanagino e ilustradas por Kususaga Rin.  | [ 6 ] [ 7 ]               |
| 2024 | Oroka na Tenshi wa Akuma to Odoru | Itsurō Kawasaki | 9 de enero de 2024           | 26 de marzo de 2024         | 12   | Adaptación del manga escrito e ilustrado por Sawayoshi Azuma.                                  | [ 8 ] [ 9 ] [ 10 ] [ 11 ] |

### Especiales
| Año  | Título                                                                   | Director(es) | Fecha de primera transmisión | Fecha de última transmisión | Eps. | Notas                                                      | Refs.  |
| ---- | ------------------------------------------------------------------------ | ------------ | ---------------------------- | --------------------------- | ---- | ---------------------------------------------------------- | ------ |
| 2020 | Hatena☆Illusion: Koi to Mahō no Illusion de, Muchū Sasechaimasu! Special | Shin Matsuo  | 20 de febrero de 2020        | 20 de febrero de 2020       | 1    | Resumen de los primeros 6 episodios de Hatena☆Illusion.    | [ 12 ] |
| 2021 | Saihate no Paladin: Michiyuki                                            | Yū Nobuta    | 27 de noviembre de 2021      | 27 de noviembre de 2021     | 1    | Resumen de los primeros 7 episodios de Saihate no Paladin. | [ 12 ] |

### Como productores
| Año  | Título                                          | Estudio(s) principal(es) | Refs.  |
| ---- | ----------------------------------------------- | ------------------------ | ------ |
| 2016 | Seisen Cerberus: Ryūkoku no Fatalite            | Bridge                   | [ 13 ] |
| 2016 | Shakunetsu no Takkyū Musume                     | Kinema Citrus            | [ 14 ] |
| 2017 | Infini-T Force                                  | Tatsunoko Production     | [ 15 ] |
| 2018 | Citrus                                          | Passione                 | [ 16 ] |
| 2021 | Shinka no Mi: Shiranai Uchi ni Kachigumi Jinsei | Hotline                  | [ 17 ] |